# Gallaher Group
Gallaher Group este unul dintre cei mai importanți jucători din industria mondială a tutunului.
În anul 2006, grupul a înregistrat venituri de 12,5 miliarde de euro.
În anul 2003, Gallaher a avut vânzări 9 miliarde de lire sterline și era al șaselea mare producător de țigarete din lume.
În decembrie 2006, grupul Gallaher a fost preluat de compania de stat Japan Tobacco, al treilea producător de tutun din lume, pentru suma de 11,1 miliarde euro, aceasta reprezentând cea mai scumpă achiziție realizată de o companie japoneză.

## Gallaher în România
Grupul este prezent și în România, cu mărcile Saint George, LD, Smart, Ronson, State Line, Memphis, Sobranie și Hamlet.
La sfârșitul anului 2005, Gallaher a deschis la București o fabrică de țigarete, extinzându-și activitatea în România de la distribuție la producție.
În anul 2006, compania a ajuns la o cotă de piață de 3,4%.